# ТЕС Абадан
38°3′32″ пн. ш. 58°10′0″ сх. д. / 38.05889° пн. ш. 58.16667° сх. д.
ТЕС Абадан – теплова електростанція у Туркменістані, розташована поблизу столиці міста Ашгабат.  В часи СРСР була відома як Безмеїнська ГРЕС.
Електростанція розпочала свою роботу у 1958 році. Її перші чотири турбіни мали потужність по 12 МВт, при цьому три з них відносились до типу К-12 і одна до типу Р-12.
В першій половині 1960-х ввели в дію ще три турбіни – одну виробництва Уральського заводу важкого машинобудування ПТ-25/90-16 з показником у 25 МВт та дві виробництва Ленінградського механічного заводу типу K-50-90-3 потужністю по 50 МВт. Новосибірський турбогенераторний завод постачив для них один генератор ТВС-30 та два ТВ-60-2. Таким чином, у грудні 1965-го ТЕС досягнула проектного показника в 173 МВт.
В 1968 році став до ладу газопровід Майське – Ахшабад – Безмеїн, що дозволило перевести станцію на блакитне паливо.
Видачу продукції з 1958-го забезпечувала ЛЕП, розрахована на роботу під напругою 110 кВ.
Станом на середину 1990-х в експлуатації залишались лише три турбіни загальною номінальною потужністю 125 МВт.
У 1998 та 2003 роках ввели в експлуатацію дві газові турбіни потужністю по 124 МВт, встановлені на роботу у відкритому циклі. За проектом для їх роботи потрібно 0,7 млрд м3 на рік.
Станом на кінець 2000-х років серед обладнання станції ще рахувались парові турбіни №5 та №6 загальною номінальною потужністю 75 МВт. Втім, через поганий технічний стан фактичний показник становив лише 25 МВт, а в спекотних літніх умовах – 15 МВт. Враховуючи це, після запуску ТЕС Ахал (стала до ладу в 2014-му) парові турбіни ТЕС Абадан підлягали виводу з експлуатації.
Можливо відзначити, що навколо Ашгабату також знаходяться ТЕС Ашгабат і ТЕС Дервеза.